# Pierre Camara
Pierre Camara (* 10. September 1965 in Castres) ist ein ehemaliger französischer Leichtathlet, der sich auf den Dreisprung spezialisiert hat. 1993 wurde er in Toronto Hallenweltmeister und feierte damit seinen größten sportlichen Erfolg.

## Sportliche Laufbahn
Erste internationale Erfahrungen sammelte Pierre Camara im Jahr 1985, als er bei den Halleneuropameisterschaften in Piräus mit einer Weite von 16,07 m den achten Platz belegte. Im Jahr darauf gelangte er bei den Halleneuropameisterschaften in Madrid mit 16,28 m auf Rang zehn und 1989 wurde er bei den Halleneuropameisterschaften in Den Haag mit 16,52 m Siebter. Kurz darauf erreichte er bei den Hallenweltmeisterschaften in Budapest mit 16,27 m auf Rang 13 und im Juli gewann er bei den Spielen der Frankophonie in Casablanca mit 16,87 m die Silbermedaille hinter Toussaint Rabenala aus Madagaskar. Im Jahr darauf verpasste er bei den Europameisterschaften in Split mit 16,18 m den Finaleinzug und 1991 kam er bei den Weltmeisterschaften in Tokio mit 16,49 m ebenfalls nicht über die Vorrunde hinaus. Zudem brachte er bei den Mittelmeerspielen in Athen keinen gültigen Versuch zustande. 1992 nahm er an den Olympischen Sommerspielen in Barcelona teil und gelangte dort mit 16,52 m im Finale auf Rang elf. Im Jahr darauf siegte er mit neuem Landesrekord von 17,59 m bei den Hallenweltmeisterschaften in Toronto und im Sommer belegte er bei den Freiluftweltmeisterschaften in Stuttgart mit 17,28 m im Finale den fünften Platz. Zudem siegte er im selben Jahr mit 17,03 m bei den Mittelmeerspielen in Narbonne. In den folgenden Jahren bestritt er nur noch vereinzelt Wettkämpfe, ehe er seine aktive Karriere 1999 im Alter von 34 Jahren beendete.